# Rurange-lès-Thionville
Rurange-lès-Thionville (fràncic lorenès Rurchéngen) és un municipi francès situat al departament del Mosel·la i a la regió del Gran Est. L'any 2007 tenia 2.051 habitants.

## Demografia

### Població
El 2007 la població de fet de Rurange-lès-Thionville era de 2.051 persones. Hi havia 672 famílies, de les quals 68 eren unipersonals (17 homes vivint sols i 51 dones vivint soles), 173 parelles sense fills, 393 parelles amb fills i 38 famílies monoparentals amb fills.
La població ha evolucionat segons el següent gràfic:
Habitants censats

### Habitatges
El 2007 hi havia 708 habitatges, 687 eren l'habitatge principal de la família, 4 eren segones residències i 17 estaven desocupats. 663 eren cases i 45 eren apartaments. Dels 687 habitatges principals, 642 estaven ocupats pels seus propietaris, 41 estaven llogats i ocupats pels llogaters i 4 estaven cedits a títol gratuït; 3 tenien una cambra, 12 en tenien dues, 24 en tenien tres, 117 en tenien quatre i 531 en tenien cinc o més. 611 habitatges disposaven pel capbaix d'una plaça de pàrquing. A 202 habitatges hi havia un automòbil i a 460 n'hi havia dos o més.

### Piràmide de població
La piràmide de població per edats i sexe el 2009 era:
| Homes | Edats   | Dones |
| ----- | ------- | ----- |
| 0     | 95 o +  | 0     |
| 0     | 90 a 94 | 0     |
| 0     | 85 a 89 | 0     |
| 0     | 80 a 84 | 4     |
| 12    | 75 a 79 | 8     |
| 28    | 70 a 74 | 8     |
| 28    | 65 a 69 | 44    |
| 52    | 60 a 64 | 32    |
| 36    | 55 a 59 | 40    |
| 68    | 50 a 54 | 52    |
| 92    | 45 a 49 | 72    |
| 88    | 40 a 44 | 84    |
| 56    | 35 a 39 | 96    |
| 36    | 30 a 34 | 40    |
| 72    | 25 a 29 | 32    |
| 44    | 20 a 24 | 40    |
| 100   | 15 a 19 | 60    |
| 88    | 10 a 14 | 100   |
| 68    | 5 a 9   | 36    |
| 28    | 0 a 4   | 28    |

## Economia
El 2007 la població en edat de treballar era de 1.462 persones, 1.081 eren actives i 381 eren inactives. De les 1.081 persones actives 1.019 estaven ocupades (548 homes i 471 dones) i 62 estaven aturades (25 homes i 37 dones). De les 381 persones inactives 100 estaven jubilades, 161 estaven estudiant i 120 estaven classificades com a «altres inactius».

### Ingressos
El 2009 a Rurange-lès-Thionville hi havia 724 unitats fiscals que integraven 2.127,5 persones, la mediana anual d'ingressos fiscals per persona era de 21.592 €.

### Activitats econòmiques
Dels 46 establiments que hi havia el 2007, 1 era d'una empresa alimentària, 1 d'una empresa de fabricació d'altres productes industrials, 5 d'empreses de construcció, 8 d'empreses de comerç i reparació d'automòbils, 1 d'una empresa de transport, 2 d'empreses d'hostatgeria i restauració, 1 d'una empresa d'informació i comunicació, 1 d'una empresa financera, 4 d'empreses immobiliàries, 5 d'empreses de serveis, 7 d'entitats de l'administració pública i 10 d'empreses classificades com a «altres activitats de serveis».
Dels 11 establiments de servei als particulars que hi havia el 2009, 1 era un paleta, 1 fusteria, 2 lampisteries, 1 empresa de construcció, 3 perruqueries i 3 salons de bellesa.
L'únic establiment comercial que hi havia el 2009 era una fleca.
L'any 2000 a Rurange-lès-Thionville hi havia 6 explotacions agrícoles.

## Equipaments sanitaris i escolars
El 2009 hi havia 1 escola maternal i 1 escola elemental.

## Poblacions més properes
El següent diagrama mostra les poblacions més properes.